# Martin Chalmers
Martin Chalmers (geb. 11. November 1948 in Bielefeld; gest. 22. Oktober 2014 in Berlin) war ein britischer Übersetzer, Herausgeber und Autor.

## Leben
Martin Chalmers wuchs in Glasgow auf. Sein Vater war Schotte und seine Mutter stammte aus Bielefeld. Nach einem Geschichtsstudium in Glasgow, Birmingham und Bochum begann er deutsche Autoren ins Englische zu übersetzen. Er lebte mehrere Jahre in Birmingham und London. Er hat eine Tochter aus seiner ersten Ehe mit Angela McRobbie. Nach der Scheidung lebte er seit 2008 zusammen mit Esther Kinsky in Ungarn und Rixdorf Berlin, wo er 2014 nach langer Krankheit im Alter von 65 Jahren starb.
Chalmers übersetzte Bücher von Hans Magnus Enzensberger, Herta Müller, Hubert Fichte, Thomas Bernhard, Peter Handke, Alexander Kluge, Bertolt Brecht, Victor Klemperer und vieler anderer deutschsprachiger Autoren ins Englische. Zudem war er auch Herausgeber und Übersetzer von Children and Fools, Erzählungen von Erich Fried, und Herausgeber von Beneath Black Stars (2002), einer Anthologie zeitgenössischer österreichischer Prosa. 2004 erhielt Martin Chalmers den Schlegel-Tieck-Preis für The Lesser Evil, seine Übersetzung des dritten Teils (1945 bis 1959) der Tagebücher Victor Klemperers. Esther Kinsky veröffentlichte 2015 ihre gemeinsame Reiseerzählung Karadag Oktober 13 – Aufzeichnungen von der kalten Krim.

## Übersetzungen (Auswahl)
- Sherko Fatah: The Dark Ship (Das dunkle Schiff). Seagull Books, 2015
- Alexander Kluge: The Air Raid on Halberstadt on 8th April 1945 (Der Luftangriff auf Halberstadt am 8. April 1945). Seagull Books, 2014
- Ulrich Peltzer: Part of the Solution (Teil der Lösung). Seagull Books, 2011
- Hans Magnus Enzensberger: Brussels, the Gentle Monster (Sanftes Monster Brüssel oder die Entmündigung Europas). University of Chicago Press, 2011
- Esther Kinsky: Summer Resort (Sommerfrische). Seagull Books, 2011
- Thomas Bernhard: Prose. Seagull Books, 2010
- Hans Magnus Enzensberger: A history of Clouds. Seagull Books, 2010 (übers. mit Esther Kinsky)
- Erich Hackl: The wedding in Auschwitz (Die Hochzeit von Auschwitz). Serpent’s Tail, 2009
- Bertolt Brecht: Stories of Mr. Keuner (Geschichten vom Herrn Keuner). City Lights Books, 2001
- Hans Magnus Enzensberger: Europe, Europe! (Ach Europa!). Pantheon Books, 1989
- Herta Müller: The passport (Der Mensch ist ein großer Fasan auf der Welt). Serpent’s Tail, 1989
- Günter Wallraff: Lowest of the low (Ganz unten). Methuen, 1988